# Bøverbru
Bøverbru is een plaats in de Noorse gemeente Vestre Toten, provincie Innlandet. Bøverbru telt 700 inwoners (2007) en heeft een oppervlakte van 0,77 km².